# Amer Al-Kaabi
Amer Al-Kaabi (Catar; 20 de mayo de 1971) es un exfutbolista de Catar que jugaba en la posición de guardameta.

## Carrera

### Club
| Periodo   | Club          |
| --------- | ------------- |
| 1991-1992 | Al Ahli Doha  |
| 1993-1998 | Al-Gharafa SC |
| 1999-2004 | Ittihad FC    |
| 2004-2007 | Al-Gharafa SC |

### Selección nacional
Jugó para Catar en 32 ocasiones entre 1992 y 2004, participó en dos ediciones de la Copa Asiática, en los Juegos Asiáticos de 1994 y en los Juegos Olímpicos de Barcelona 1992.

## Logros
- Liga de fútbol de Catar:

1997-98, 2004-05,
- Copa del Emir de Catar:

1991-92, 1994–95, 1995–96, 1996–97, 1997–98
- Copa del Jeque Jassem: 1

2007
- Liga Profesional Saudí: 4

1999, 2000, 2001, 2003
- Copa del Príncipe de la Corona Saudí: 2

2001, 2004
- Copa Federación de Arabia Saudita: 1

2004
- Liga de Campeones de la AFC: 1

2004
- Recopa Asiática: 1

1999
- Copa de Clubes Campeones del Golfo: 1

1999
- Recopa Árabe: 1

1999